# Бахмутський район
Ба́хму́тський райо́н (Ба́хму́тщина) — район в Україні, у східній частині Донецької області і межує з Луганською областю та був утворений 2020 року. Адміністративний центр — місто Бахмут.
До складу району входять 7 територіальних громад.
Південна межа району до 2022 року пролягала лінією зіткнення між підконтрольними Україні територіями та тимчасово окупованими територіями України, що контролюються Російською Федерацією та перебувають в адміністративному управлінні т. зв. «Донецької народної республіки». В зоні лінії зіткнення здійснювалася Операція об'єднаних сил. З 2022 року територія району стала ареною бойових дій між російськими військами та Силами оборони України. В ході боїв більша частина території була окупована.
До російського вторгнення 2022 року місто було центром соляної промисловості України та залізничним вузлом. Під час боїв за Бахмут місто було зруйноване на 80 %, а у Бахмутській міській громаді станом на літо 2024 року зруйновано 99% житлових будинків. Майже повністю зруйнований Торецьк та багато інших населених пунктів району.

## Адміністративний устрій Бахмутського району
Докладніше ви можете дізнатися тут: Адміністративний устрій Бахмутського району

### СписокгромадБахмутського району
| № | Назва                       | Центр       | Населені пункти |
| - | --------------------------- | ----------- | --- |
| 1 | Бахмутська міська громада   | м. Бахмут   | м. Бахмут с. Андріївка с. Берхівка с. Вершина с. Весела Долина с. Відродження с. Зайцеве с. Зеленопілля с. Іванград с. Іванівське с. Клинове с. Кліщіївка с. Мідна Руда с. Нова Кам'янка с. Опитне с. Покровське с. Хромове с. Ягідне |
| 2 | Званівська сільська громада | с. Званівка | с. Верхньокам'янське с. Званівка с. Івано-Дар'ївка с. Кузьминівка с. Новоселівка с. Переїзне |
| 3 | Сіверська міська громада    | м. Сіверськ | м. Сіверськ с. Григорівка с. Дронівка с. Платонівка с. Різниківка с. Свято-Покровське с. Серебрянка |
| 4 | Соледарська міська громада  | м. Соледар  | м. Соледар с. Бахмутське с. Берестове с. Білогорівка с. Благодатне с. Бондарне с. Василівка Васюківка с. Веселе с-ще Виїмка с. Володимирівка с. Голубівка с. Діброва с. Дубово-Василівка с. Залізнянське с. Краснополівка с. Липівка с. Липове с. Миколаївка с. Міньківка с-ще Нагірне с. Никифорівка с. Оріхово-Василівка с. Пазено с. Парасковіївка с. Пилипчатине с-ще Підгородне с. Привілля с. Роздолівка с. Сакко І Ванцетті с-ще Спірне с. Стряпівка с. Трипілля с. Федорівка с. Федорівка Друга с. Хромівка с. Яковлівка |

## Географія
Територія Бахмутського району розташована в межах Донецького кряжу. Поверхня підвищена. Місцями висота досягає 250 метрів над рівнем моря. В геоморфологічному відношенні район становить собою плато, розрізане балками, ярами та долинами малих річок.
Територією району протікає значна кількість річок, багато ставків та водоймищ. Головна річка — Бахмутка, довжиною 86 км, площа басейну становить 1680 км². За своїм режимом річка належить до рівнинних, переважно снігового поповнення.
У кліматичному відношенні Бахмутський район належить до теплого недостатньо-зволоженого району Донецької області.
Клімат помірно-континентальний. Найхолодніші місяці року — січень і лютий (середня температура мінус 6-8 °C). Максимальна глибина промерзання ґрунту 80 см, мінімальна 27 см. Найтепліший місяць — липень (+20, +25 °C). Середньорічна кількість атмосферних опадів рівна 500 мм. З них більша частина випадає в теплий період.
Бахмутський район багатий на корисні копалини, такі як сіль, доломіти для металургії, вогнетривкі глини, глини тугоплавкі, пісок формувальний, гіпс, пісковик, крейда та цегельно-черепична сировина.
Бахмутський район є одним із найбільших соледобувних районів в Україні.
В межах району експлуатується 2 великих родовища солі: Артемівськ та Ново-Карфагенне. Загальновідомими є Часів-Ярське родовище вогнетривких глин та Сіверське родовище металургійних доломітів.

## Історія

### Історія до створення району
Згідно з постановою ВУЦВК від 7 березня 1923 року «Про адміністративно-територіальний поділ Донецької губернії» було утворено 7 округів: Бахмутський (з 1924 року — Артемівський), Луганський, Маріупольський, Старобельський, Таганрозький, Юзівський (з 1924 року — Сталінський) і Шахтинський.
Окружним центром Бахмутського округу було місто Бахмут. Тоді ж був утворений Бахмутський район, який з 1924 року перейменований на 'Артемівський у складі 3 волостей та 23 сільських рад. З часом Бахмутський (Артемівський) район збільшувався — у 1926–1932 роках до його складу вже входили 27 сільських рад.
Але 1932 року постановою Президії ВУЦВК і Ради Народних Комісарів УРСР від 4 квітня 1932 року територія Артемівського району була приєднана до Артемівської міськради «в порядку приєднання сільських місцевостей до міст» і у зв'язку з «великим промисловим значенням і перспективами розвитку». У 1932-1933 район страждав від голодомору, про що існують спогади місцевих жителів.
Перед Другою світовою війною Артемівський район знову був відновлений. З жовтня 1941 року по вересень 1943 року територія Донецької області і району була тимчасово окупована німецько-фашистськими військами. Район знову називався Бахмутським.
1962 року у зв'язку з укрупненням сільських районів до розмірів виробничих колгоспно-радгоспних управлінь, Указом Президії Верховної Ради УРСР від 30 грудня 1962 року в Донецькій області з 28 районів було утворено всього 9, зокрема, Артемівський.
4 січня 1965 року Указом Президії Верховної Ради УРСР «У зв'язку з об'єднанням обласних промислових і обласних сільських рад депутатів трудящих Українською РСР і враховуючи пропозиції про розукрупнення районів Артемівський район було у межах, в яких він існував до 2015 року. 20 травня 2015 року Верховна рада України прийняла постанову № 2792, згідно з якою до складу Артемівського району були включені територія Миронівської селищної та  Світлодарської міської рад площею 13,23 км².
4 лютого 2016 року Артемівський район був перейменований на Бахмутський та ліквідований у липні 2020 року.

### Сучасна історія
Бахмутський район утворено 19 липня 2020 року згідно із Постановою Верховної Ради України № 807-IX від 17 липня 2020 року в рамках Адміністративно-територіальної реформи в Україні. До його складу увійшли: Бахмутська, Світлодарська, Сіверська, Соледарська, Торецька, Часовоярська міські та Званівська сільська територіальні громади. Перші вибори Бахмутської районної ради відбулися 25 жовтня 2020 року.
Раніше територія району входила до складу ліквідованих в той же час колишніх північної та центральної частини  Бахмутського (1923—2020) району та міст обласного підпорядкування Бахмуту та Торецька (з територією Бахмутської та Торецької міських рад) Донецької області.

## Транспорт
Через зміну кордонів Бахмутського району, його територія значно розширилась, відтак і збільшилась кількість транспортних шляхів, що проходять районом. Так через увесь район із південного сходу на північний захід перетинає E40М03. На крайньому півдні заходить E50М04.
Також проходять такі автошляхи: Н32, Т 0513 та Т 1302.

## Персоналії
- Терещенко Василь Тимофійович (нар. 20 лютого 1943 р.) — заслужений вчитель України, член Донецького відділення НТШ, організатор освіти, публіцист.
- Фоменко Анатолій Кузьмич — краєзнавець, колекціонер, меценат.
- Чупрун Вадим Прокопович — голова Донецької обласної державної адміністрації
- Кравченко Іван Єпіфанович (27.03.1882 — не раніше 1926)  — депутат Всеросійських Установчих Зборів.

## Цікаві факти
- Поблизу Бахмута можна побачити соляну шахту і найбільший підземний концертний зал у світі.
- У місті розташоване найбільше підприємство в Східній Європі з виробництва ігристих вин класичним пляшковим методом.
- Бахмут є одним з тих міст України, що втратили значення обласного центру, а отже більші можливості для розвитку, разом з Кам'янцем-Подільським, Дрогобичем та Ізмаїлом.